# Juliana Makuchi Nfah-Abbenyi
Juliana Makuchi Nfah-Abbenyi (bút danh, Makuchi) là một giáo sư và nhà văn đến từ Cameroon. Cô là người phụ nữ Beba đầu tiên kiếm được hai bằng tiến sĩ. Một cựu sinh viên của Đại học Yaoundé (BA, MA, Tiến sĩ) và Đại học McGill (Tiến sĩ), cô dạy tại Đại học Nam Mississippi trước khi bắt đầu vị trí hiện tại của mình tại Đại học bang North Carolina. Tính đến năm 2016, cô là chủ tịch của Hiệp hội văn học châu Phi.
Makuchi sinh ra ở tỉnh Tây Nam của Cameroon và lớn lên ở tỉnh Tây Bắc. Cô đã nhận được bằng cử nhân song ngữ từ Đại học Yaounde, nơi cô cũng đã học cao học về văn học truyền miệng từ năm 1979 đến 1987. Cô chuyển đến Montreal, Canada, vào năm 1988 và đến Hoa Kỳ vào năm 1994. Cô ấy có con, người mà cô ấy nói "nói rất ít Beba." 

## Tác phẩm được chọn
- Giới tính trong văn bản của phụ nữ châu Phi: Bản sắc, tình dục và sự khác biệt (1997)
- Sự điên rồ của bạn, không phải của tôi: Những câu chuyện về Cameroon (1999)
- Cánh cửa thiêng liêng và những câu chuyện khác: Truyện dân gian của người Beba (2008)
- Những phản ánh: Một tuyển tập các tác phẩm mới của các nhà thơ phụ nữ châu Phi (được chỉnh sửa với Anthonia Kalu và Omofolabo Ajayi-Soyinka, 2013)